# NGC 3089
NGC 3089 is een balkspiraalstelsel in het sterrenbeeld Luchtpomp. Het hemelobject werd op 5 februari 1837 ontdekt door de Britse astronoom John Herschel.

## Synoniemen
- ESO 435-24
- MCG -5-24-14
- AM 0957-280
- PGC 28882